# Polnische Basketballnationalmannschaft
Die polnische Basketballnationalmannschaft der Herren repräsentiert Polen bei internationalen Spielen oder bei Freundschaftsspielen.

## Abschneiden bei internationalen Turnieren
Olympische Sommerspiele
| - 1936 – 4. Platz - 1960 – 7. Platz - 1964 – 6. Platz - 1968 – 6. Platz - 1972 – 10. Platz - 1980 – 7. Platz |

Weltmeisterschaften
- 1967 – 5. Platz
- 2019 – 8. Platz

Europameisterschaften
| - 1937 – 4. Platz - 1939 – Bronzemedaille - 1946 – 9. Platz - 1947 – 6. Platz - 1955 – 5. Platz - 1957 – 7. Platz - 1959 – 6. Platz - 1961 – 9. Platz - 1963 – Silbermedaille - 1965 – Bronzemedaille | - 1967 – Bronzemedaille - 1969 – 4. Platz - 1971 – 4. Platz - 1973 – 12. Platz - 1975 – 8. Platz - 1979 – 7. Platz - 1981 – 7. Platz - 1983 – 9. Platz - 1985 – 11. Platz - 1987 – 7. Platz | - 1991 – 7. Platz - 1997 – 7. Platz - 2007 – 13. Platz - 2009 – 9. Platz - 2011 – 17. Platz - 2013 – 21. Platz - 2015 – 11. Platz - 2017 – 18. Platz - 2022 – 4. Platz |

## Bekannte ehemalige Spieler
| - Adam Wójcik - Jerzy Binkowski - Zbigniew Dregier - Kazimierz Frelkiewicz - Edward Jurkiewicz - Eugeniusz Kijewski - Grzegorz Korcz - Wiesław Langiewicz - Bohdan Likszo - Mieczysław Łopatka | - Mieczysław Młynarski - Jerzy Piskun - Andrzej Pstrokoński - Krzysztof Sitkowski - Paweł Stok - Janusz Wichowski - Andrzej Pluta - Dariusz Zelig - Dariusz Parzeński - Maciej Zieliński |

## Trainer
| - 1936–1939 Walenty Kłyszejko - 1946 Józef Pachla & Mieczysław Piotrowski - 1947–1948 Józef Pachla - 1949 Walenty Kłyszejko & Jerzy Patrzykont - 1950 Tadeusz Ulatowski - 1950–1953 Władysław Maleszewski - 1953 Tadeusz Ulatowski & Jan Rudelski - 1954 Andrzej Kulesza & Romuald Markowski - 1955 Władysław Maleszewski & Jerzy Patrzykont | - 1956 Zygmunt Olesiewicz - 1957 Jan Rudelski - 1958 Jan Rudelski & Jerzy Patrzykont - 1959 Zygmunt Olesiewicz & Jerzy Lelonkiewicz - 1960 Zygmunt Olesiewicz - 1961 Jerzy Lelonkiewicz - 1961 Zygmunt Olesiewicz - 1961–1975 Witold Zagórski - 1976–1977 Andrzej Pstrokoński … - 1986–1992 Arkadiusz Koniecki - 1993 Tadeusz Aleksandrowicz | - 1993–1998 Eugeniusz Kijewski (assistant Jacek Kalinowski) - 1998–2000 Piotr Langosz (assistants Jerzy Chudeusz & Ryszard Poznański) - 2000–2003 Dariusz Szczubiał (assistants Andrzej Kowalczyk & Ryszard Poznański) - 2003–2004 Andrzej Kowalczyk - 2004–2006 Veselin Matić - 2006–2008 Andrej Urlep - 2008–2012 Muli Katzurin - 2012–2014 Dirk Bauermann - 2014–2021 Mike Taylor - 2021–heute Igor Miličić |